# Tandilia suboleaginea
Tandilia suboleaginea là một loài bướm đêm trong họ Noctuidae.